# چرب‌انگشت
چرب‌انگشت (نام علمی: Dactylopius) نام یک سرده از بالاخانواده شپشک است.